# Jelena Glinská
Jelena Vasiljevna Glinská (rusky Елена Васильевна Глинская, asi 1510 – 4. dubna 1538, Moskva) byla druhou ženou  velkého knížete moskevského Vasilije III., matkou budoucího cara Ivana IV. Hrozného a v letech 1533-1538, v době jeho nezletilosti, regentkou moskevského státu.

## Život

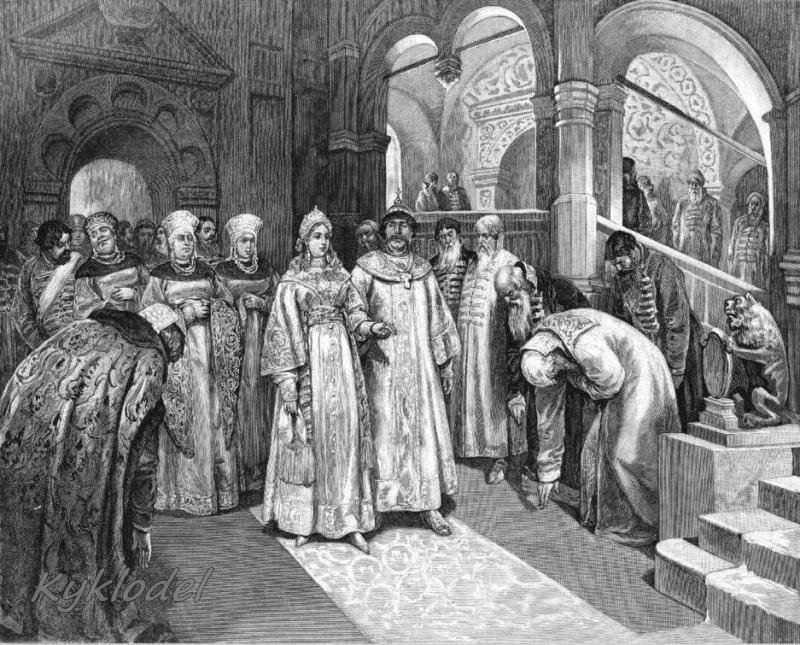
Svatba Vasilije III. s Jelenou Glinskou

Jelena Glinská byla dcerou knížete litevského původu Vasilije Lvoviče Glinského a srbské princezny Anny Jakšićové a neteří významného politika Michaila Glinského. Rod Glinských s oblibou odvozoval svůj původ od tatarského emíra Mamaje, jehož vnuci vládli ve městě Glinském. 

### Sňatek s moskevským velkoknížetem
Roku 1525 se stárnoucí moskevský velkokníže Vasilij III. rozvedl přes odpor pravoslavné církve s neplodnou manželkou Salomonií Saburovou a oženil se s Jelenou, která byla mladší více než o jednu generaci. Roku 1530 se jim narodil syn Ivan, pozdější car Ivan IV., a roku 1532 další syn Jurij, o němž se často uvádí, že trpěl idiotismem,  což zřejmě není pravda. Ve skutečnosti  byl hluchoněmý, a proto působil dojem retardovaného člověka. Než Vasilij III. roku 1533 zemřel, ustanovil pro svého nezletilého následníka sedmičlennou regentskou radu, skládající se z nejvýznamnějších bojarů, zastoupených v dumě.

### Regentská vláda
Mladá a ambiciózní vdova se během necelého roku zbavila jednotlivých členů bojarské rady a sama se ujala regentství. Využila k tomu rozepří a rivalit, které vznikly mezi regentskou radou a bojarskou dumou, a především získala oporu u představitele dumy, knížete Ivana Fjodoroviče Ovčiny Tělěpněva-Obolenského, který se brzy stal jejím favoritem a počínal si jako skutečný představitel státu.
Z obav, aby nebylo ohroženo následnictví jejího nedospělého syna Ivana, odstranila Jelena oba své švagry, seniory moskevské větve rodu Rurikovců a bratry Vasilije III., Jurije Ivanoviče Dmitrovského a Andreje Ivanoviče Starického, kteří skončili svůj život v těžkém žaláři.
Zatímco oficiální moskevské letopisectví vychvaluje Jelenu Glinskou jako moudrou panovnici, moderní historiografie posuzuje její vládu mnohem skeptičtěji. Jednou z nejvíce kritizovaných stránek vlády velkokněžky Jeleny a knížete Tělepněva-Obolenského byla bezohledná a tvrdá persekuce politických protivníků, již vyvolalo mnohdy pouhé podezření. Na druhé straně se Jelena snažila pokračovat ve snahách svého zesnulého chotě o centralizaci země a podařilo se jí zachovat jistou stabilitu, která vynikla zvláště ve srovnání s následujícími roky bojarsko-knížecí anarchie, kdy ti, co stáli v čele státu, nebrali ohledy na jeho zájmy a usilovali především o vlastní prospěch.

### Mincovní reforma
Významným přínosem Jeleniny regentské vlády byla mincovní reforma, zavedená v letech 1535 až 1538. Uspořádala peněžnictví Moskevského velkoknížectví, jehož stav byl špatný již v posledních letech Vasilijovy vlády, což ztěžovalo uzavírání obchodů a vyvolávalo nedůvěru obyvatelstva. Na základě reformy byla na celém moskevském území unifikována mince. Jedině platným platidlem se stala stříbrná kopějka o hmotnosti 69 gramů, která se razila ve velkoknížecím mincovním dvoře. Všechny ostatní mince bylo zakázáno používat - byly staženy z oběhu, roztaveny a znovu naraženy. V důsledku reformy vznikl jednotný a stabilní systém peněžního oběhu, který přispěl k zintenzívnění směny zboží, rozvoji zahraničního obchodu, a tím také k urychlení ekonomického vývoje.

### Zahraniční politika
V zahraniční politice se moskevský stát musel bránit útokům jak ze strany polsko-litevského státu tak Tatarů. Polský král Zikmund I. Starý využil nezletilosti moskevského vládce a zahájil tažení na Rus s cílem zmocnit se strategicky důležitého Smolenska. Moskevský stát ztratil Gomel a po několikatýdenním obléhání a velkých ztrátách na životech místních obyvatel také Starodub. Počátkem roku 1537 byla uzavřena se Zikmundem I. mírová smlouva, na jejímž základě zůstal Gomel Litevcům, ale Starodub, pevnost vybudovaná k ochraně novgorodské hranice, byla navrácena Rusům. Koncem roku 1535 vypukla válka s kazaňským chanátem. Boje probíhaly valnou většinou na ruském území.

### Závěr života
Během roku 1537 začala Jelena postonávat a často navštěvovala kláštery, kde prosila za své uzdravení. Zemřela počátkem dubna 1538. Časem se objevila fáma, že regentka, nenáviděná bojary, byla otrávena, o čemž by svědčil i rychlý prostý pohřeb. Netrvalo ani týden a kníže Ovčina Tělepněv byl uvržen do vězení, zakován do želez, a tak prakticky odsouzen k smrti hlady.